# Алёшино (Шатурский район)
Алёшино — деревня в Шатурском муниципальном районе Московской области. Входит в состав Дмитровского сельского поселения. Население — 5 чел. (2013).

## Расположение и транспорт
Деревня Алёшино расположена в юго-западной части Шатурского района, на 118 км Егорьевского шоссе. Расстояние по автодорогам до МКАД порядка 125 км, до райцентра — 67 км, до центра поселения — 25 км. Ближайшие населённые пункты — деревни Антипино к югу и Жабки к западу.
В деревне имеется автобусная остановка; останавливаются автобусы до Егорьевска, Дмитровского Погоста и Радовицкого.
Высота над уровнем моря 124 м.

## Название
В письменных источниках деревня упоминается как Алёшино.

## История

### С XVII века до 1861 года
Впервые упоминается в писцовой Владимирской книге В. Кропоткина 1637—1648 гг. как деревня Алёшино волости Вышелесский Остров Владимирского уезда. Деревня принадлежала Селивану Давыдовичу Чулкову.
В результате губернской реформы 1708 года деревня оказалась в составе Московской губернии. После образования в 1719 году провинций деревня вошла во Владимирскую провинцию, а с 1727 года — во вновь восстановленный Владимирский уезд.

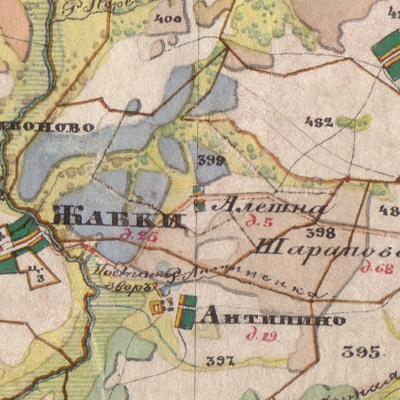
Деревня Алёшино на карте 1850 года

В 1778 году образовано Рязанское наместничество (с 1796 года — губерния). После этого вплоть до начала XX века деревня входила в Егорьевский уезд Рязанской губернии.
Последним владельцем деревни перед отменой крепостного права был барон Ган.
По сведениям 1859 года Алешино — владельческая деревня 2-го стана Егорьевского уезда на Касимовском тракте, при колодце, в 33 верстах от уездного города и 4 верстах от становой квартиры.

### 1861—1917
После реформы 1861 года из крестьян деревни было образовано одно сельское общество, деревня вошла в состав Починковской волости.
В 1868 году в деревне показан винокуренный завод.
В 1885 году был собран статистический материал об экономическом положении селений и общин Егорьевского уезда. В деревне было общинное землевладение, земля была поделена по ревизским душам. Последний общий передел земли был в 1878 году на неопределенное время, однако луга делили ежегодно.
Надельная пахотная земля находилась в одной меже, а луга — в чересполосице с чужими землями. Деревня располагалась среди надела, дальние полосы отстояли от неё за версту. Длина душевых полос была от 10 до 30 саженей, ширина — 1,5 аршина. 10 домохозяев арендовали луга.
Почва была песчаная, луга плохие, прогоны удобные. В деревне был небольшой пруд и 4 колодца с хорошей водой. Топили частично своим лесом (кустарник и дровяной лес), частично покупали сучья. Хлеб покупали в Егорьевске. Сажали рожь, гречиху и картофель, а также (редко) овёс и просо. У крестьян было 9 лошадей, 17 коров и 13 телят, 50 овец, 2 свиньи. Плодовых деревьев не было, пчёл не держали. Избы строили деревянные, крыли деревом и железом, топили по-белому.
Деревня входила в приход села Жабка, там же располагалась школа. Имелась чайная лавка. В деревне были 2 плотника, портной, извозчик, 3 ткачихи нанки и няня. 17 плотников (а также пильщик и кухарка) уходили на заработки в Москву и Московскую губернию.
По данным 1905 года ближайшее почтовое отделение находилось в селе Починки, а земская лечебница — в деревне Колионово. Основными промыслами были плотничный и ткачество нанки.

### 1917—1991
В 1922 году Егорьевский уезд вошёл в состав Московской губернии. Был образован Жабковский сельсовет, куда вошла деревня Алёшино.
В ходе реформы административно-территориального деления СССР в 1929 году деревня вошла в состав Шараповского сельсовета Дмитровского района Орехово-Зуевского округа Московской области. В 1930 году округа были упразднены, а Дмитровский район переименован в Коробовский.
3 июня 1959 года Коробовский район был упразднён, Шараповский сельсовет передан Шатурскому району.
С конца 1962 года по начало 1965 года деревня Алёшино входила в Егорьевский укрупнённый сельский район, созданный в ходе неудавшейся реформы административно-территориального деления, после чего деревня в составе Шараповского сельсовета вновь передана в Шатурский район.

### С 1991 года
В 1994 году Шараповский сельсовет был преобразован в Шараповский сельский округ.
29 сентября 2004 года Шараповский сельский округ был упразднён, а его территория включена в состав Середниковского сельского округа.
В 2005 году образовано Дмитровское сельское поселение, в которое вошла деревня Алёшино.

## Население
| 1859 | 1868 | 1885 | 1905 | 1926 | 1970 |
| ---- | ---- | ---- | ---- | ---- | ---- |
| 53   | ↗65  | ↗96  | ↗131 | ↘108 | ↘7   |
| 1993 | 2002 | 2006 | 2010 | 2011 | 2013 |
| ↘3   | →3   | →3   | ↗6   | ↘5   | →5   |

В переписях за 1858 (X ревизия), 1859 и 1868 годы учитывались только крестьяне. Число дворов и жителей: в 1850 году — 5 дворов, в 1858 году — 26 муж., 26 жен., в 1859 году — 5 дворов, 26 муж., 27 жен., в 1868 году — 9 дворов, 32 муж., 33 жен.
В 1885 году был сделан более широкий статистический обзор. В деревне проживало 96 крестьян (15 дворов, 52 муж., 44 жен.). На 1885 год грамотность среди крестьян деревни составляла 18 % (17 человек из 96), также 2 мальчика посещали школу.
В 1905 году в деревне проживал 131 человек (17 дворов, 65 муж., 66 жен.).
В 1926 году — 108 человек (20 крестьянских хозяйств, 41 муж., 67 жен.).
По результатам переписи населения 2010 года в деревне проживало 6 человек (4 муж., 2 жен.).

## Галерея

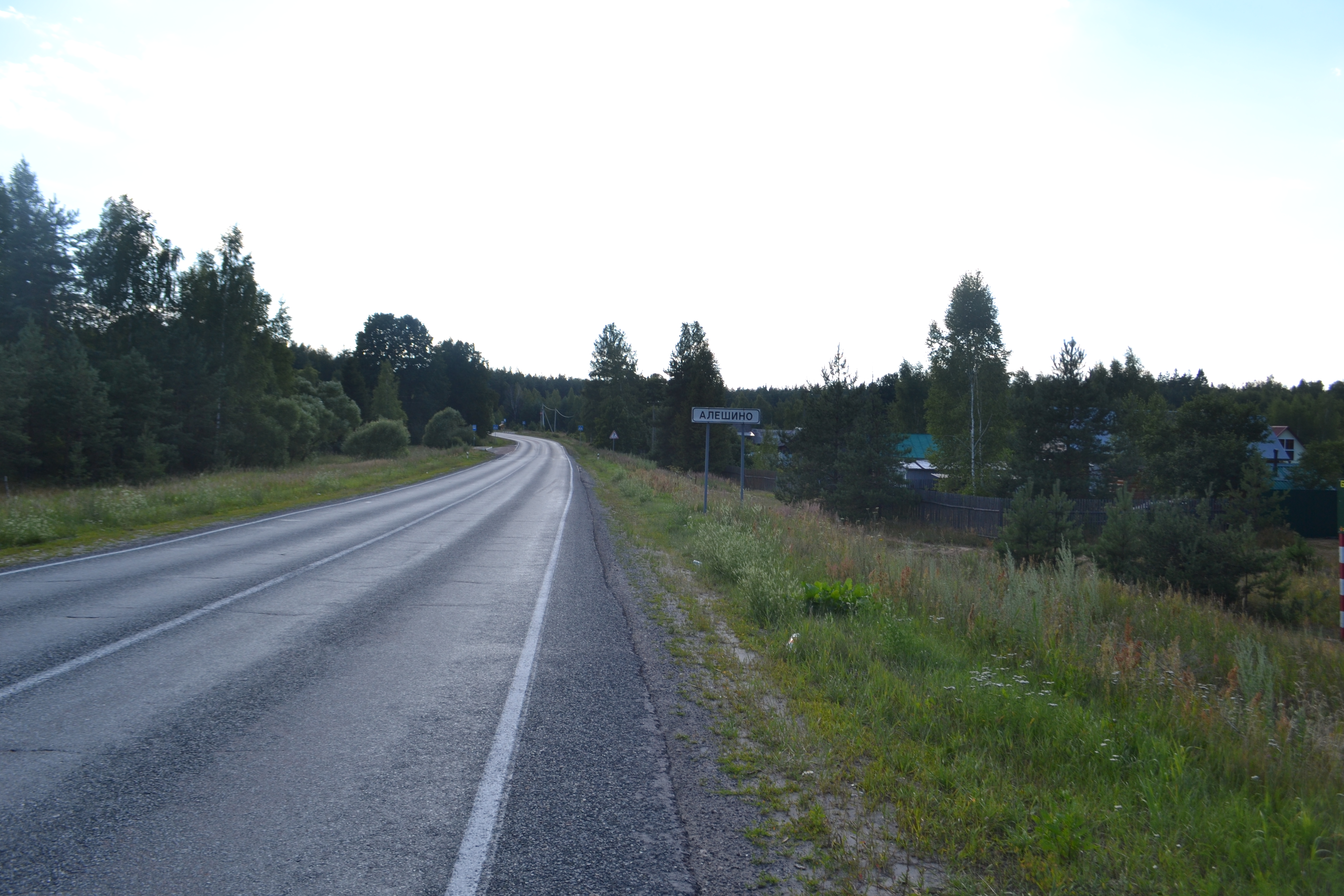
Въезд в деревню
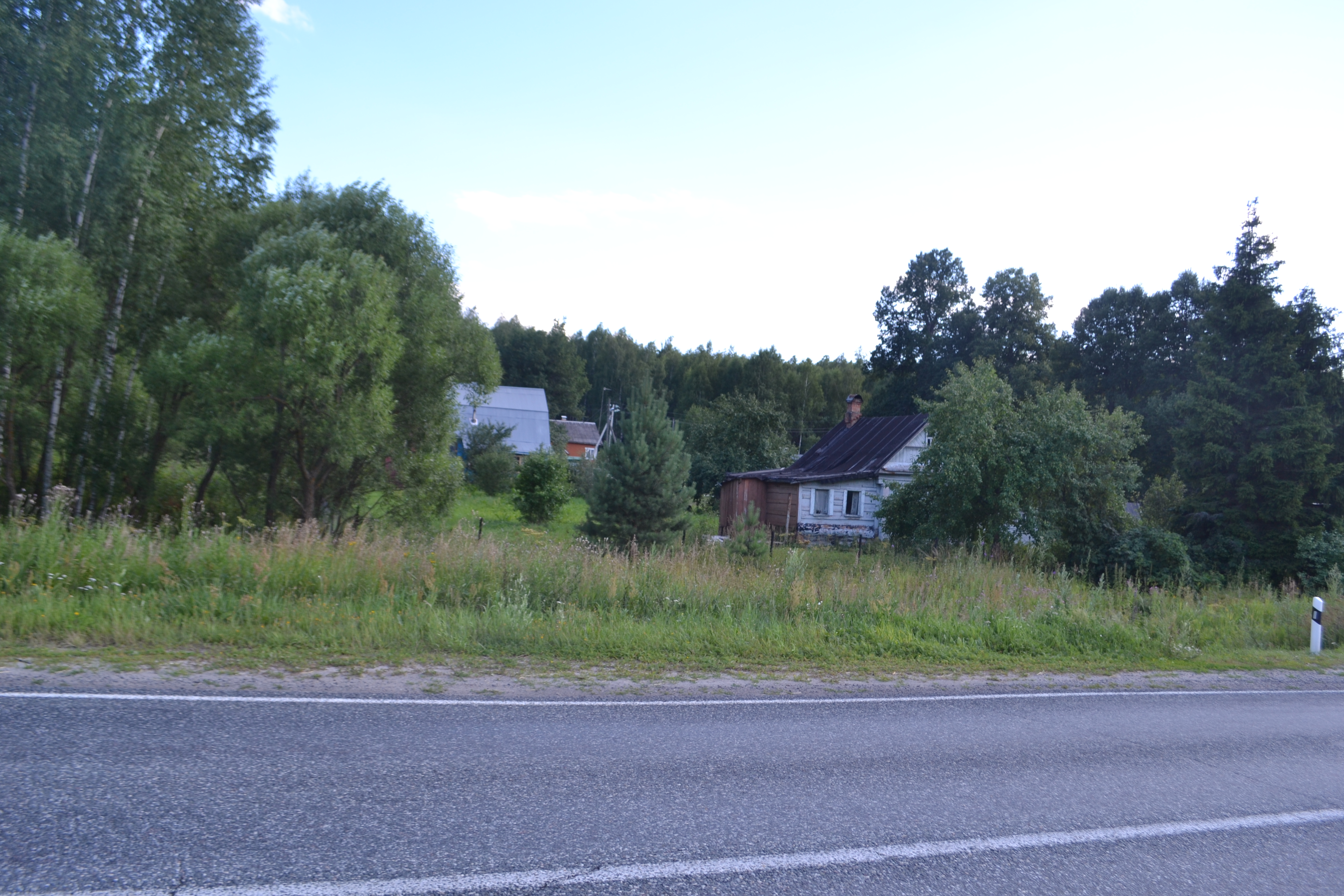
Алёшино
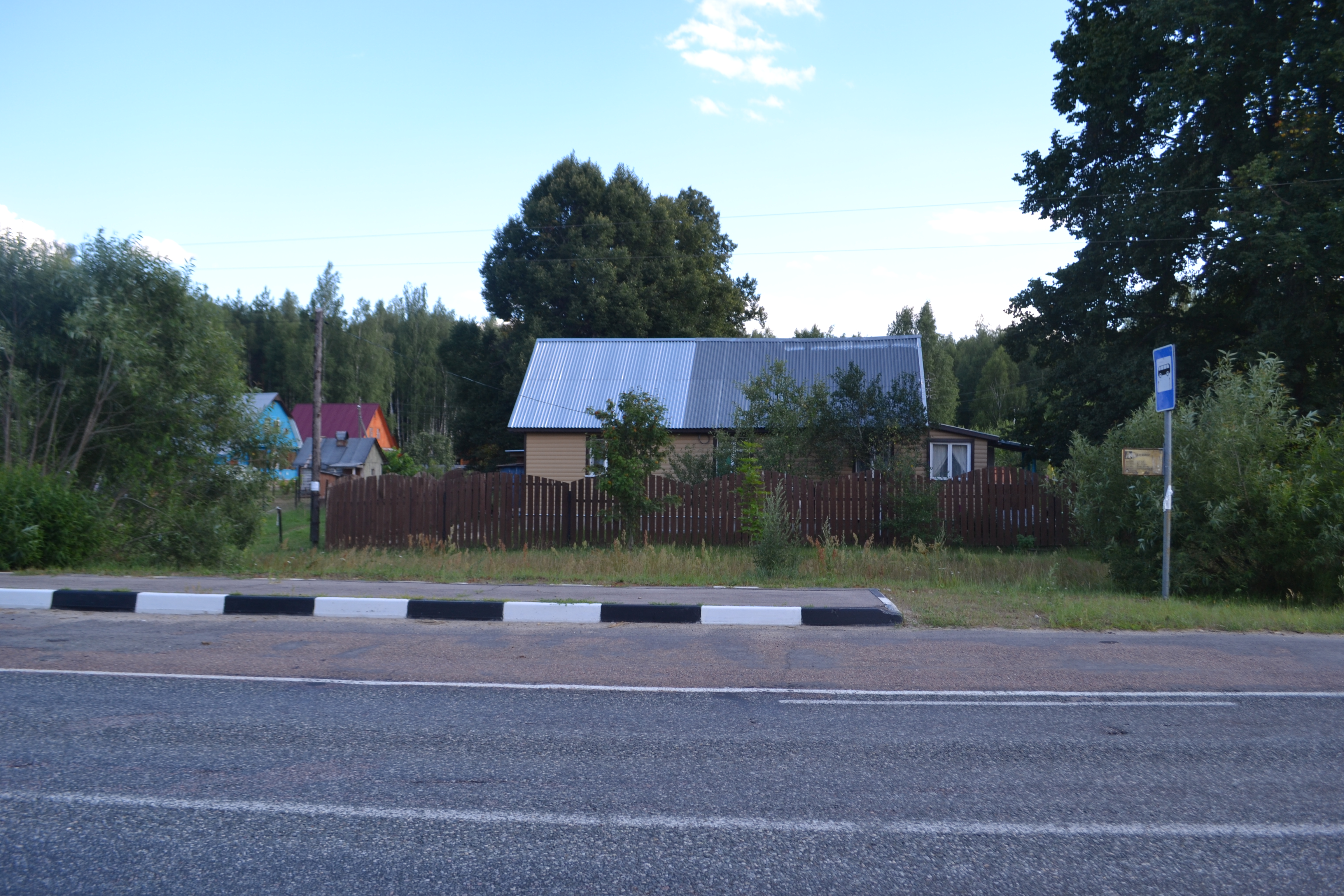
Остановка в деревне